# Molophilus (Promolophilus) millardi
Molophilus (Promolophilus) millardi is een tweevleugelige uit de familie steltmuggen (Limoniidae). De soort komt voor in het Nearctisch gebied.